# کیش‌بوچا
کیش‌بوچا (به مجاری:  Kisbucsa) یک شهرداری در مجارستان است که در زالا واقع شده‌است. کیش‌بوچا ۸٫۸ کیلومتر مربع مساحت و ۴۷۶ نفر جمعیت دارد.